# نيكلاس هوهندر
نيكلاس هوهندر (بالألمانية: Niklas Hoheneder) (17 أغسطس 1986 بلينتس في النمسا - ) هو لاعب كرة قدم نمساوي في مركز قلب الدفاع. شارك مع منتخب النمسا تحت 19 سنة لكرة القدم ومنتخب النمسا تحت 21 سنة لكرة القدم. أما مع النوادي، فقد لعب مع آر بي لايبزيغ وأوستريا فيينا وبادربورن 07 وسبارتا براغ ولاسك لينتس ونادي كارلسروه.

## وصلات خارجية
- نيكلاس هوهندر على موقع قاعدة بيانات كرة القدم.إي يو (الإنجليزية)
- نيكلاس هوهندر على موقع بيانات كرة القدم. دي إي (الألمانية)
- نيكلاس هوهندر على موقع عالم كرة القدم.نت (الإنجليزية)